# Lorensborg

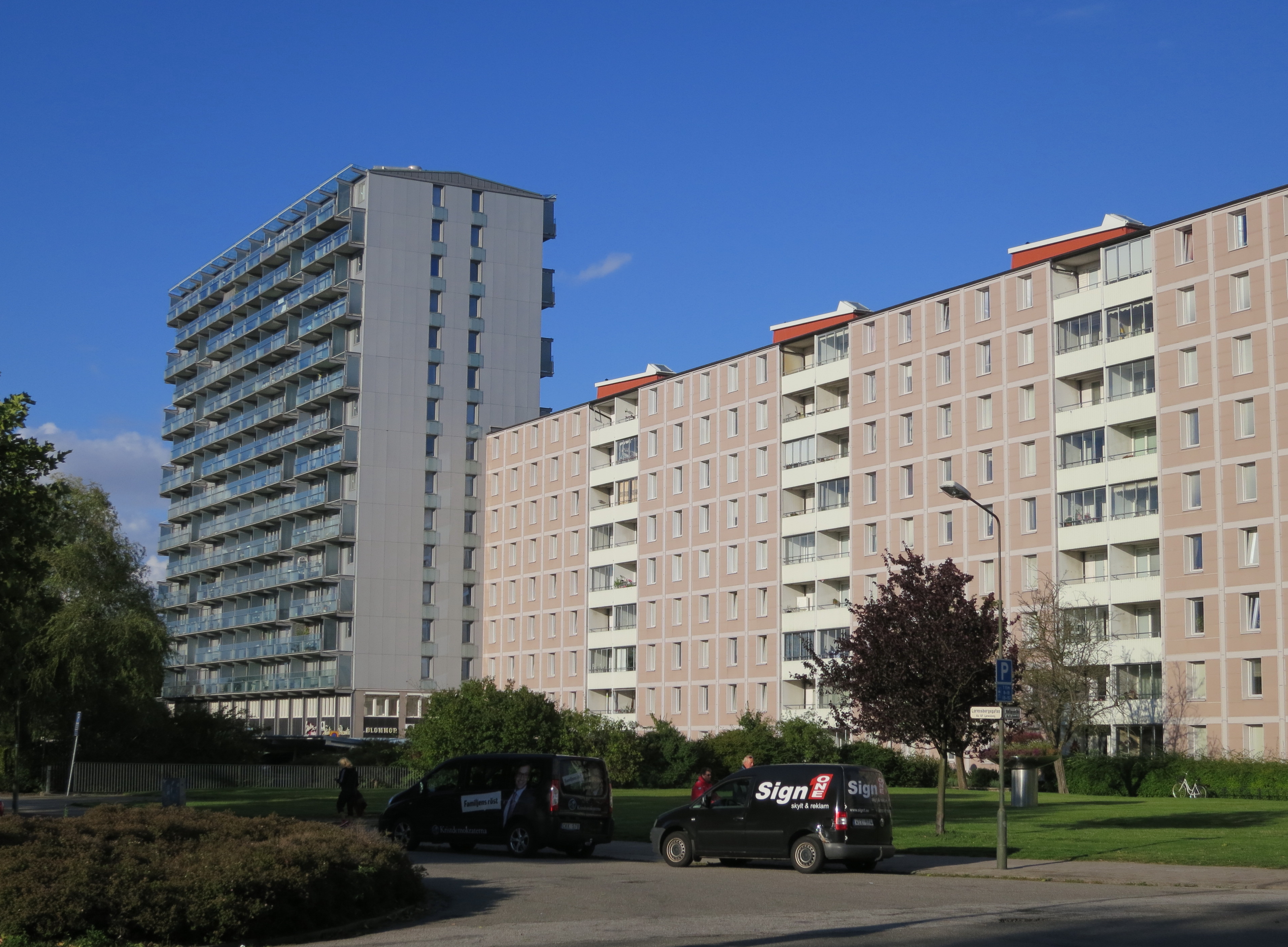
Lorensborg

Lorensborg är ett bostadsområde i stadsdelen Hyllie, Malmö. 
Lorensborg består enbart av flerfamiljshus. Området ligger mellan John Ericssons väg och Stadiongatan, väster om Stadionområdet. Skolan i området heter Lorensborgsskolan (F-6). I området finns även Lorensborgs förskola.
Området byggdes i slutet av 1950-talet efter att stadsplanen fastställts 1956. Tidigare var marken obebyggd jordbruksmark, undantaget enstaka gårdar. Namnet Lorensborg kommer från Lorensborgs gård, som var en av de gårdar som låg på platsen men som revs när projekteringen av bostadsområdet tog vid. Även gårdarna Perstorp och Vendelsfrid revs, den senare fick ge namn åt Vendelsfridsgatan och Vendelsfridsparken.
Lorensborg byggdes samtidigt som intilliggande Malmö Stadion, inför fotbolls-VM 1958 i Sverige. Området kom därför att också kallas Stadionstaden.
Lorensborg har tre höghus på 16 våningar som reser sig över områdets andra flerfamiljshus. Deras höjder varierar. Det högsta på Lorensborgsgatan är 48 m, det mellersta på Vendelsfridsgatan är 47 m och det lägsta på Hallingsgatan är 43 m.
Intill Lorensborg har den nya Eleda Stadion byggts bredvid Malmö Stadion. U-21 fotbolls-EM i Sverige 2009 spelades med Eleda Stadion (då kallad Swedbank stadion) som huvudstadion.
Lorensborg har en fotbollsförening som heter Lorensborg FF.

## Bilder

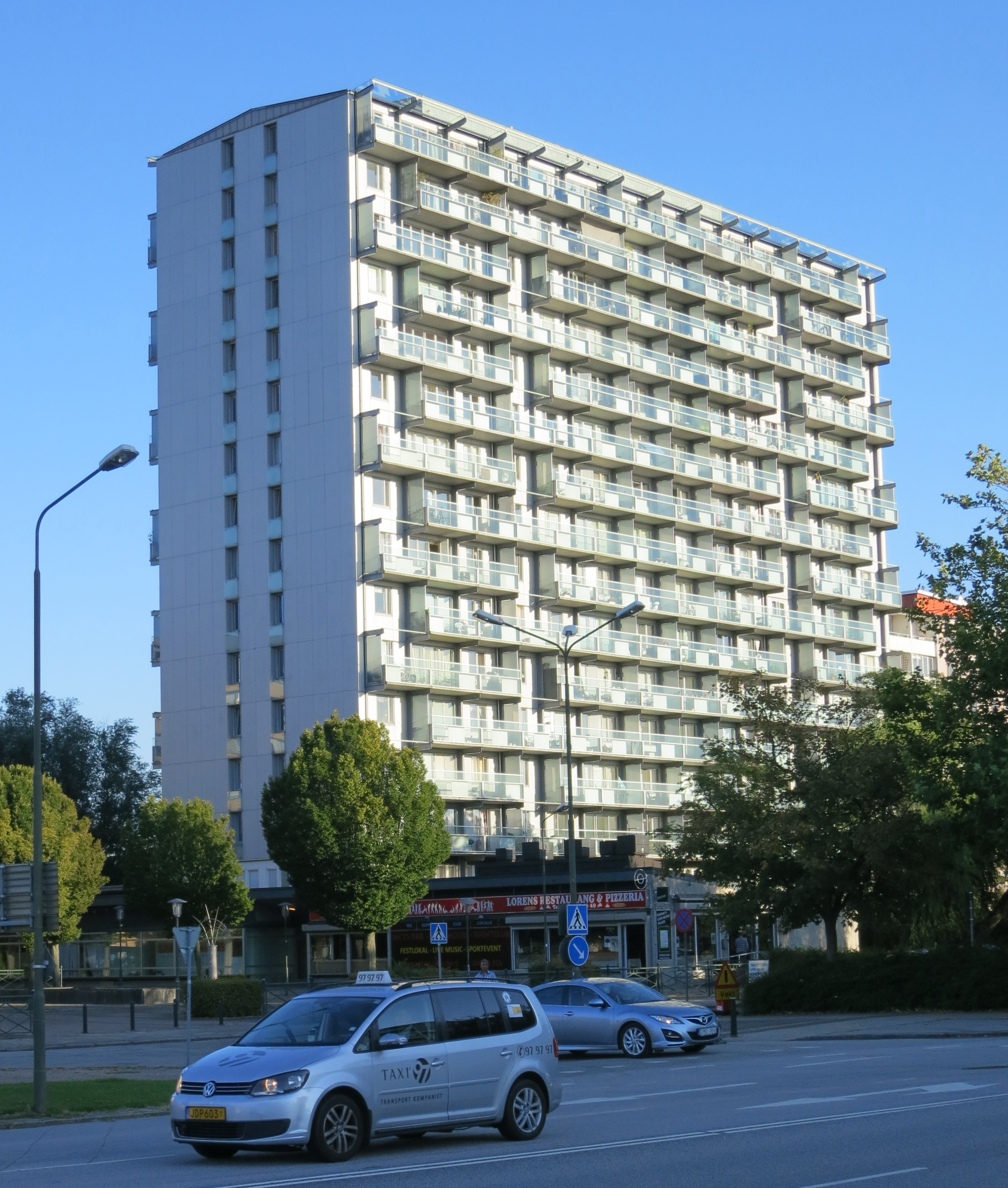
Norra höghuset
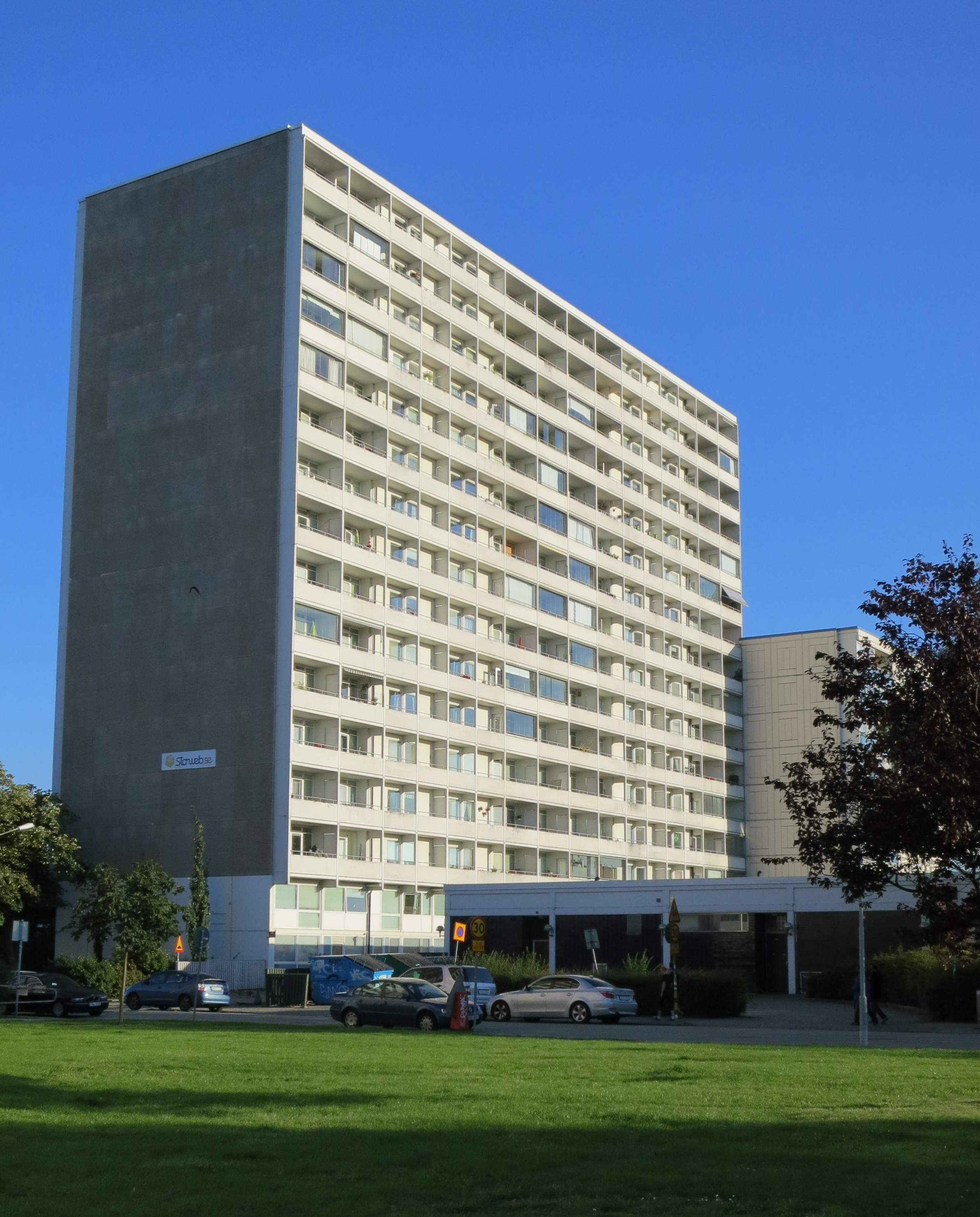
Mellersta höghuset
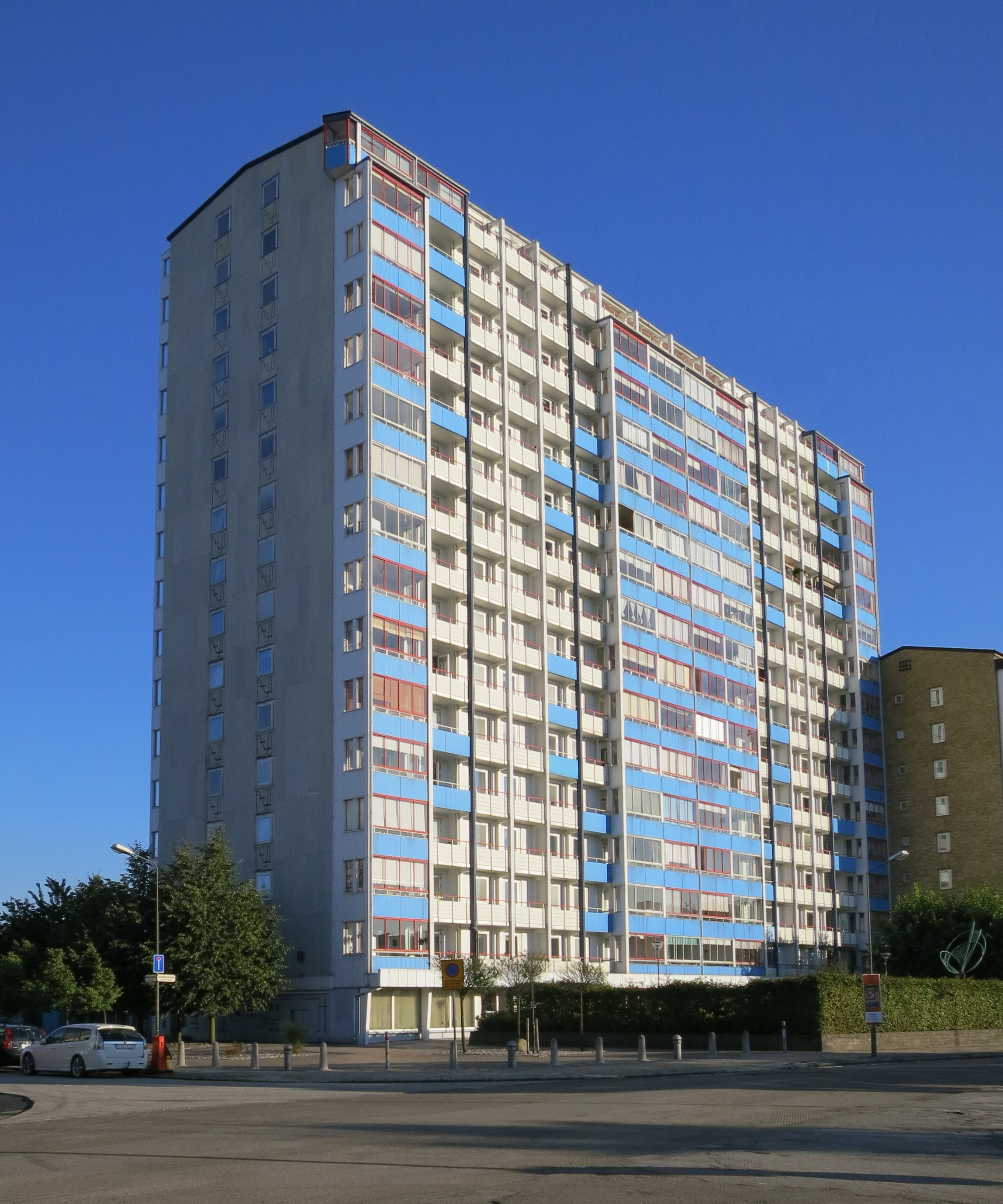
Södra höghuset